# Список абсолютних чемпіонів світу з боксу
Список абсолютних чемпіонів світу з боксу (англ. List of undisputed boxing champions) — абсолютним чемпіоном світу стає боксер, який володіє титулами чемпіона світу за всіма значними версіями боксерських організацій.

## Історія
До середини 1960-х практично всі чемпіони світу були «Абсолютними». Тоді цей термін практично не використовувався, перша згадка про нього датована 1970-м роком. Дві основні боксерські організації — Всесвітня боксерська рада та Всесвітня боксерська асоціація — визнавали єдиного чемпіона світу, який відповідно був «Абсолютним». Починаючи з 1960-х років стали з'являтися чемпіони, які мали один з цих титулів. Обидві організації почали вести власні рейтинги боксерів та проводити об'єднавчі бої. Міжнародна боксерська федерація увійшла до списку провідних боксерських організацій у 1984 році, таким чином щоб стати «Абсолютним» чемпіоном світу потрібно було здобути і цей титул. Останньою на даний момент організацією, яку визнали однією з основних, є Всесвітня боксерська організація — це сталося в 2007.

## Основні боксерські організації
- Атлетична комісія штату Нью-Йорк (англ. New York State Athletic Commission) — заснована в 1920 році. Організовувала чемпіонські бої до середини 1970-х років, після чого стала частиною WBC[2].
- Всесвітня боксерська асоціація (WBA) (раніше NBA), заснована в 1921[3].
- Всесвітня боксерська рада (WBC), заснована в 1963[4].
- Міжнародна боксерська федерація (IBF), заснована в 1983[5].
- Всесвітня боксерська організація (WBO), заснована в 1988[6].

## Критерії
- 1920—1963, боксер, який володів титулами за версіями NYSAC (анг)і NBA (WBA).
- 1963—1983, боксер, який володів титулами за версіями WBA і WBC.
- 1983—2007, боксер, який володів титулами за версіями WBA, WBC і IBF.
- з 2007 року, боксер, який володів титулами за версіями WBA, WBC, IBF і WBO.
- Також в боксі є 2 другорядних пояси які не обов'язково мати щоб бути абсолютом,і які не зроблять вас абсолютом,це: IBO,The Ring

## Список чемпіонів

### Важка вагова категорія (понад 90,892 кг)
| Початок | Кінець          | Фото | Боксер           | Організації |
| --- | --------------- | ---- | ---------------- | ----------- |
| 24 липня 1922 | 23 вересня 1926 |      | Джек Демпсі      | NYSAC & NBA |
| 23 вересня 1926 | 31 липня 1928   |      | Джин Тані        | NYSAC & NBA |
| 31 липня 1928 року Танні оголосив про свій відхід з професійного боксу, відмовившись від участі у чемпіонському бою.. |                 |      |                  |             |
| 12 червня 1930 | 7 січня 1931    |      | Макс Шмелінг     | NYSAC & NBA |
| Шмелінг переміг Джека Шаркі у чемпіонському бою, але був позбавлений титулу Атлетичною комісією штату Нью-Йорк за відмову від реваншу з Шаркі. Титул залишався вакантним до 1932 року, коли Шмелінг та Шаркі зустрілися знову. |                 |      |                  |             |
| 21 червня 1932 | 29 червня 1933  |      | Джек Шаркі       | NYSAC & NBA |
| 29 червня 1933 | 14 червня 1934  |      | Прімо Карнера    | NYSAC & NBA |
| 14 червня 1934 | 13 червня 1935  |      | Макс Бер         | NYSAC & NBA |
| 13 червня 1935 | 22 червня 1937  |      | Джеймс Бреддок   | NYSAC & NBA |
| 22 червня 1937 | 1 березня 1949  |      | Джо Луїс         | NYSAC & NBA |
| Чарльз виграв вакантний чемпіонський титул Світової боксерської асоціації, але його не визнавали абсолютним чемпіоном, доки він не зустрівся з Джо Луїсом 16 червня 1951 року.                                                 |                 |      |                  |             |
| 16 червня 1951 | 18 липня 1951   |      | Еззард Чарльз    | NYSAC & NBA |
| 18 липня 1951 | 23 вересня 1952 |      | Джерсі Волкотт   | NYSAC & NBA |
| 23 вересня 1952 | 27 квітня 19562 |      | Роккі Марчіано   | NYSAC & NBA |
| 30 листопада 1956 | 26 червня 1959  |      | Флойд Паттерсон  | NYSAC & NBA |
| 26 червня 1959 | 20 червня 1960  |      | Інгемар Юганссон | NYSAC & NBA |
| 20 червня 1960 | 25 вересня 1962 |      | Флойд Паттерсон  | NYSAC & NBA |
| 25 вересня 1962 | 25 лютого 1964  |      | Соні Лістон      | NYSAC & NBA |

Починаючи з Мохаммеда Алі, почали використовуватися сучасні організації.
| Початок | Кінець            | Фото | Боксер                       | Організації         |
| --- | ----------------- | ---- | ---------------------------- | ------------------- |
| 25 лютого 1964 | 19 вересня 1964   |      | Кассіус Клей                 | WBC & WBA           |
| Всесвітня боксерська асоціація відкликала своє визнання Клея як чемпіона за його незгоду на негайний матч-реванш проти Лістона, що тоді було порушенням правил організації. Всесвітня боксерська рада та інші організації продовжували визнавати її. |                   |      |                              |                     |
| 6 лютого 1967 | 28 квітня 1967    |      | Мухаммед Алі                 | WBC & WBA           |
| Усі організації скасували визнання Алі як чемпіона за його відмову пройти службу в армії США на початку 1967 року. |                   |      |                              |                     |
| 16 лютого 1970 | 22 січня 1973     |      | Джо Фрейзер                  | WBC & WBA           |
| 22 січня 1973 | 30 жовтня 1974    |      | Джордж Форман                | WBC & WBA           |
| 30 жовтня 1974 | 15 лютого 1978    |      | Мухаммед Алі                 | WBC & WBA           |
| 15 лютого 1978 | 18 березня 1978   |      | Леон Спінкс                  | WBC & WBA           |
| Спінкс був позбавлений титулу чемпіона за версією WBA за відмову від бою проти обов'язкового претендента Кена Нортона, заради реваншу з Мухаммедом Алі.                                                                                              |                   |      |                              |                     |
| 1 серпня 1987 | 11 лютого 1990    |      | Майк Тайсон                  | WBC, WBA & IBF      |
| 11 лютого 1990 | 25 жовтня 1990    |      | Джеймс Дуглас                | WBC, WBA & IBF      |
| 25 жовтня 1990 | 13 листопада 1992 |      | Евандер Холіфілд             | WBC, WBA & IBF      |
| 13 листопада 1992 | 14 грудня 1992    |      | Ріддік Боуї                  | WBC, WBA & IBF      |
| Боуї позбавили титулу чемпіона за версією WBC за відмову від бою проти обов'язкового претендента Леннокса Льюїса. |                   |      |                              |                     |
| 13 листопада 1999 | 29 квітня 2000    |      | Леннокс Льюїс                | WBC, WBA & IBF      |
| Льюїс був позбавлений титулу чемпіона за версією WBA за відмову від бою проти обов'язкового претендента Джона Руїза на користь бою з Майклом Грантом.                                                                                                |                   |      |                              |                     |
| 18 травня 2024 | 25 червня 2024    |      | Усик Олександр Олександрович | WBC, WBA, IBF & WBO |
| Усик залишив титул чемпіона за версією IBF, відмовившись від бою проти обов'язкового претендента Денієла Дюбуа на користь бою-реваншу з Тайсоном Ф'юрі.                                                                                              |                   |      |                              |                     |
| 19 липня 2025 | Дотепер           |      | Усик Олександр Олександрович | WBC, WBA, IBF & WBO |

### Перша важка вагова категорія (до 90,892 кг)
| Початок | Кінець          | Фото | Боксер           | Організації         |
| --- | --------------- | ---- | ---------------- | ------------------- |
| 9 березня 1988                                                                                               | 1988            |      | Евандер Холіфілд | WBC, WBA & IBF      |
| Холіфілд звільнив усі три титули після того, як перейшов у більш важку вагову категорію..                    |                 |      |                  |                     |
| 7 січня 2006                                                                                                 | 31 березня 2006 |      | Белл О'Ніл       | WBC, WBA & IBF      |
| Белл був позбавлений титулу за версією IBF за відмову битися з обов'язковим претендентом Стівом Каннінгеном. |                 |      |                  |                     |
| 22 липня 2018                                                                                                | 28 березня 2019 |      | Олександр Усик   | WBC, WBA, WBO & IBF |
| Усик звільнив титули після того, як перейшов у більш важку вагову категорію                                  |                 |      |                  |                     |

### Напівважка вагова категорія (до 79,378 кг)
| Початок | Кінець          | Фото | Боксер          | Організації         |
| --- | --------------- | ---- | --------------- | ------------------- |
| 1 червня 1963 | 30 березня 1965 |      | Віллі Пастрано  | WBC & WBA           |
| 30 березня 1965 | 16 грудня 1966  |      | Хосе Торрес     | WBC & WBA           |
| 16 грудня 1966 | 24 травня 1968  |      | Дік Тайгер      | WBC & WBA           |
| 24 травня 1968 | 9 грудня 1970   |      | Боб Фостер      | WBC & WBA           |
| Фостер був позбавлений титулу за версією WBA за відмову битися з обов'язковим претендентом.                                                                    |                 |      |                 |                     |
| 7 квітня 1972 | 16 вересня 1974 |      | Боб Фостер      | WBC & WBA           |
| 16 вересня 1974 року Фостер завершив кар'єру. |                 |      |                 |                     |
| 18 березня 1983 | 21 вересня 1985 |      | Майкл Спінкс    | WBC, WBA & IBF      |
| Спінкс звільнив усі три титули після того, як перейшов у більш важку вагову категорію.                                                                         |                 |      |                 |                     |
| 5 червня 1999 | 1 березня 2003  |      | Рой Джонс       | WBC, WBA & IBF      |
| Джонс звільнив усі три титули після того, як перейшов у більш важку вагову категоріюї.                                                                         |                 |      |                 |                     |
| 12 жовтня 2024 | 22 лютого 2025  |      | Артур Бетербієв | WBC, WBA, IBF & WBO |
| 22 лютого 2025 | 7 квітня 2025   |      | Дмитро Бівол    | WBC, WBA, IBF & WBO |
| Бівол залишив титул чемпіона за версією WBC, відмовившись від бою проти обов'язкового претендента Девіда Бенавідеса на користь трилогії з Артуром Бетербієвим. |                 |      |                 |                     |

### Друга середня вагова категорія (до 76,203 кг)
| Початок | Кінець        | Фото | Боксер         | Організації         |
| --- | ------------- | ---- | -------------- | ------------------- |
| 7 листопада 2021 | 26 липня 2024 |      | Сауль Альварес | WBC, WBA, IBF & WBO |
| Альварес позбавлений титулу чемпіона за версією IBF за відмову від бою проти обов'язкового претендента Вільяма Скала на користь бою з Едгаром Берлангою. |               |      |                |                     |

### Середня вагова категорія (до 72,574 кг)
| Початок | Кінець           | Фото | Боксер          | Організації         |
| --- | ---------------- | ---- | --------------- | ------------------- |
| 10 серпня 1963 | 12 грудня 1963   |      | Дік Тайгер      | WBC & WBA           |
| 12 грудня 1963 | 21 жовтня 1965   |      | Джої Джарделло  | WBC & WBA           |
| 21 жовтня 1965 | 25 квітня 1966   |      | Дік Тайгер      | WBC & WBA           |
| 17 квітня 1967 | 29 вересня 1967  |      | Ніно Бенвенуті  | WBC & WBA           |
| 29 вересня 1967                                                                                                   | 4 березня 1968   |      | Еміль Гріффіт   | WBC & WBA           |
| 4 березня 1968 | 7 листопада 1970 |      | Ніно Бенвенуті  | WBC & WBA           |
| 7 листопада 1970                                                                                                  | 9 лютого 1974    |      | Карлос Монсон   | WBC & WBA           |
| Монсон був позбавлений титулу за версією WBC після відмови боксувати з обов'язковим претендентом Родріго Вальдес. |                  |      |                 |                     |
| 26 червня 1976 | 22 травня 1978   |      | Карлос Монсон   | WBC & WBA           |
| 5 листопада 1977                                                                                                  | 30 липня 1977    |      | Родріго Вальдес | WBC & WBA           |
| 22 травня 1978 | 30 червня 1979   |      | Уго Корро       | WBC & WBA           |
| 30 червня 1979 | 16 березня 1980  |      | Віто Антуофермо | WBC & WBA           |
| 16 березня 1980                                                                                                   | 27 вересня 1980  |      | Алан Мінтер     | WBC & WBA           |
| 27 вересня 1980                                                                                                   | 6 червня 1987    |      | Марвін Гаглер   | WBC, WBA & IBF      |
| 29 вересня 2001                                                                                                   | 16 липня 2005    |      | Бернард Гопкінс | WBC, WBA, IBF & WBO |
| 16 липня 2005 | 14 грудня 2006   |      | Джермейн Тейлор | WBC, WBA, IBF & WBO |

### Перша середня вагова категорія (до 69,85 кг)
| Початок | Кінець            | Фото | Боксер          | Організації         |
| --- | ----------------- | ---- | --------------- | ------------------- |
| 20 жовтня 1962 | 29 квітня 1963    |      | Дінні Моєр      | WBC & WBA           |
| 29 квітня 1963 | 7 вересня 1963    |      | Ральф Дюпас     | WBC & WBA           |
| 7 вересня 1963 | 18 червня 1965    |      | Сандро Маццинги | WBC & WBA           |
| 18 червня 1965 | 25 червня 1966    |      | Ніно Бенвенуті  | WBC & WBA           |
| 25 червня 1966 | 25 червня 1966    |      | Кім Гі Су       | WBC & WBA           |
| 26 травня 1968 | 25 жовтня 1968    |      | Сандро Маццинги | WBC & WBA           |
| 17 березня 1969 | 9 липня 1970      |      | Фредді Літтл    | WBC & WBA           |
| 9 липня 1970 | 31 жовтня 1971    |      | Кармело Боссі   | WBC & WBA           |
| 31 жовтня 1971 | 4 червня 1974     |      | Вадзіма Коїті   | WBC & WBA           |
| 4 червня 1974 | 21 січня 1975     |      | Оскар Альбарадо | WBC & WBA           |
| 21 січня 1975 | 22 березня 1975   |      | Вадзіма Коїті   | WBC & WBA           |
| 13 березня 2004 | 20 листопада 2004 |      | Вінкі Райт      | WBC, WBA & IBF      |
| 14 травня 2022 | 30 жовтня 2023    |      | Джермелл Чарло  | WBC, WBA, IBF & WBO |
| Чарло позбавлений титулу чемпіона за версією WBO за відмову від бою проти обов'язкового претендента Тіма Цзю на користь бою з Саулем Альваресом. |                   |      |                 |                     |

### Напівсередня вагова категорія (до 66,678 кг)
| Початок | Кінець           | Фото | Боксер                | Організація         |
| --- | ---------------- | ---- | --------------------- | ------------------- |
| 21 березня 1963 | 8 червня 1963    |      | Луїс Мануель Родрігес | WBC & WBA           |
| 8 червня 1963 | 10 грудня 1965   |      | Еміль Гріффіт         | WBC & WBA           |
| Гріффіт звільнив титули чемпіона після того, як перейшов у більш важку вагову категорію.                                                                 |                  |      |                       |                     |
| 28 листопада 1966 | 18 квітня 1969   |      | Кертіс Кокс           | WBC & WBA           |
| 18 квітня 1969 | 3 грудня 1970    |      | Хосе Наполіс          | WBC & WBA           |
| 3 грудня 1970 | 4 червня 1971    |      | Біллі Бекас           | WBC & WBA           |
| 4 червня 1971 | травня 1975      |      | Хосе Наполіс          | WBC & WBA           |
| 16 вересня 1981 | 15 лютого 1982   |      | Шуґар Рей Леонард     | WBC & WBA           |
| 6 грудня 1985 | 27 вересня 1986  |      | Дональд Каррі         | WBC, WBA & IBF      |
| 27 вересня 1986 | 1987             |      | Ллойд Хоніган         | WBC, WBA & IBF      |
| 13 грудня 2003 | 5 лютого 2005    |      | Корі Спінкс           | WBC, WBA & IBF      |
| 5 лютого 2005 | 7 січня 2006     |      | Заб Джуда             | WBC, WBA & IBF      |
| 23 липня 2023 | 9 листопада 2023 |      | Теренс Кроуфорд       | WBC, WBA, IBF & WBO |
| Кроуфорд відмовився від титулу IBF, не побажавши негайно проводити обов'язковий захист титулу проти Джарона Енніса, обравши бій-реванш з Ерролом Спенсом |                  |      |                       |                     |

### Перша напівсередня вагова категорія (до 63,503 кг)
| Початок | Кінець            | Фото | Боксер          | Організації         |
| --- | ----------------- | ---- | --------------- | ------------------- |
| 21 березня 1963 | 15 червня 1963    |      | Роберто Крус    | WBC & WBA           |
| 15 червня 1963 | 18 січня 1965     |      | Едді Перкінс    | WBC & WBA           |
| 18 січня 1965 | 29 квітня 1966    |      | Карлос Ернандес | WBC & WBA           |
| 29 квітня 1966 | 30 квітня 1967    |      | Сандро Лопополо | WBC & WBA           |
| 30 квітня 1967 | 16 листопада 1967 |      | Такесі Фудзі    | WBC & WBA           |
| 3 листопада 2001 | 19 січня 2003     |      | Костя Цзю       | WBC, WBA & IBF      |
| Цзю позбавили чемпіонських титулів за версіями WBC і WBA через його тривалу неактивність через травми.                                           |                   |      |                 |                     |
| 19 серпня 2017 | 30 серпня 2017    |      | Теренс Кроуфорд | WBC, WBA, IBF & WBO |
| Кроуфорд відмовився від титулу IBF, не побажавши негайно проводити обов'язковий захист титулу проти Сергія Липинеця і перейшов на категорію вище |                   |      |                 |                     |
| 22 травня 2021 | 14 травня 2022    |      | Джош Тейлор     | WBC, WBA, IBF & WBO |
| Тейлора позбавили титулу WBA, за відмову проводити обов'язковий захист титулу проти Альберто Пуельо                                              |                   |      |                 |                     |

### Легка вагова категорія (до 61,235 кг)
| Початок                                                                         | Кінець            | Фото | Боксер          | Організація         |
| ------------------------------------------------------------------------------- | ----------------- | ---- | --------------- | ------------------- |
| 7 квітня 1963                                                                   | 10 квітня 1965    |      | Карлос Ортіс    | WBC & WBA           |
| 10 квітня 1965                                                                  | 13 листопада 1965 |      | Ісмаель Лагуна  | WBC & WBA           |
| 13 листопада 1965                                                               | 29 червня 1968    |      | Карлос Ортіс    | WBC & WBA           |
| 29 червня 1968                                                                  | 18 лютого 1969    |      | Карлос Крус     | WBC & WBA           |
| 18 лютого 1969                                                                  | 3 березня 1970    |      | Мандо Рамос     | WBC & WBA           |
| 3 березня 1970                                                                  | 15 вересня 1970   |      | Ісмаель Лагуна  | WBC & WBA           |
| 12 лютого 1971                                                                  | 25 червня 1971    |      | Кен Бучанан     | WBC & WBA           |
| Бучанан був позбавлений титулу за версією WBC після розбіжностей із контрактом. |                   |      |                 |                     |
| 21 січня 1978                                                                   | січня 1979        |      | Роберто Дюран   | WBC & WBA           |
| Дюран звільнив титули після того, як перейшов у більш важку вагову категорію.   |                   |      |                 |                     |
| 11 серпня 1990                                                                  | 18 січня 1992     |      | Пернелл Вітакер | WBC, WBA & IBF      |
| Уітакер звільнив титули після того, як перейшов у більш важку вагову категорію. |                   |      |                 |                     |
| 17 октября 2020                                                                 | 27 ноября 2021    |      | Теофімо Лопес   | WBC, WBA, IBF & WBO |
| 27 ноября 2021                                                                  | 5 июня 2022       |      | Джордж Камбосос | WBC, WBA, IBF & WBO |
| 5 июня 2022                                                                     | н. в.             |      | Девін Хейні     | WBC, WBA, IBF & WBO |

### Друга напівлегка вагова категорія (до 58,967 кг)
| Початок                                                                                 | Кінець         | Фото | Боксер          | Організація |
| --------------------------------------------------------------------------------------- | -------------- | ---- | --------------- | ----------- |
| 16 лютого 1963                                                                          | 15 червня 1967 |      | Габріель Елорде | WBC & WBA   |
| 15 червня 1967                                                                          | 14 грудня 1967 |      | Йошіакі Нумата  | WBC & WBA   |
| 14 грудня 1967                                                                          | 19 січня 1969  |      | Хіросі Кобаясі  | WBC & WBA   |
| Кобаясі позбавили титулу за версією WBC за відмову від бою з обов'язковим претендентом. |                |      |                 |             |

### Напівлегка вагова категорія (до 57,153 кг)
| Початок                                                               | Кінець          | Фото | Боксер            | Організації |
| --------------------------------------------------------------------- | --------------- | ---- | ----------------- | ----------- |
| 21 березня 1963                                                       | 29 вересня 1964 |      | Шугар Рамос       | WBC & WBA   |
| 29 вересня 1964                                                       | 14 жовтня 1967  |      | Вісенте Сальдівар | WBC & WBA   |
| Сальдівар завершив кар'єру після чергового успішного захисту титулу.. |                 |      |                   |             |

### Друга легша вагова категорія (до 55,225 кг)
| Початок        | Кінець  | Фото | Боксер     | Організації         |
| -------------- | ------- | ---- | ---------- | ------------------- |
| 26 грудня 2023 | Дотепер |      | Наоя Іноуе | WBC, WBA, IBF & WBO |

### Легша вагова категорія (до 53,525 кг)
| Початок                                                                                         | Кінець        | Фото | Боксер         | Організації         |
| ----------------------------------------------------------------------------------------------- | ------------- | ---- | -------------- | ------------------- |
| 19 березня 1972                                                                                 | 29 липня 1972 |      | Рафаель Еррера | WBC & WBA           |
| 29 липня 1972                                                                                   | 4 квітня 1973 |      | Енріке Піндер  | WBC & WBA           |
| Піндера позбавили титулу за версією WBC за відмову від захисту проти обов'язкового претендента. |               |      |                |                     |
| 13 грудня 2022                                                                                  | 14 січня 2023 |      | Наоя Іноуе     | WBC, WBA, IBF & WBO |
| Іноуе залишив титули та перейшов у важчу вагову категорію.                                      |               |      |                |                     |

### Друга найлегша вагова категорія (до 52,163 кг)
| Початок      | Кінець          | Фото | Боксер         | Організації |
| ------------ | --------------- | ---- | -------------- | ----------- |
| 5 липня 1984 | 30 березня 1986 |      | Джіро Ватанабе | WBC & WBA   |

### Найлегша вагова категорія (до 50,802 кг)
| Початок       | Кінець       | Фото | Боксер      | Організації |
| ------------- | ------------ | ---- | ----------- | ----------- |
| 6 червня 1923 | 4 липня 1925 |      | Панчо Вілья | NYSAC       |